# Zegara halli
Zegara halli is een vlinder uit de familie Castniidae. De wetenschappelijke naam van de soort is voor het eerst geldig gepubliceerd door Joicey & Talbot.